# Böhmenkirch
Böhmenkirch è un comune tedesco di 5 601 abitanti, situato nel land del Baden-Württemberg. È uno dei comuni che formano l'Albuch.